# Cesare Zavattini
Cesare Zavattini (Luzzara, 1902. szeptember 20. – Róma, 1989. október 13.) olasz forgatókönyvíró, a neorealista mozgalom egyik első teoretikusa és híve az olasz filmművészetben.

## Élete
Az észak-olaszországi Reggio Emilia melletti Luzzarában született 1902. szeptember 20-án. Jogot tanult a Parmai Egyetemen, de aztán az írásnak szentelte magát. Pályafutását a Gazzetta di Parmában kezdte. 1930-ban Milánóba költözött, és az Angelo Rizzoli könyv- és folyóiratkiadónál dolgozott. Miután Rizzoli 1934-ben elkezdett filmeket készíteni, Zavattini 1936-ban megkapta első megbízását forgatókönyvre és történetírásra. Ezzel egy időben a Szaturnusz a Föld ellen című képregényének cselekményét írta Federico Pedrocchival (forgatókönyv) és Giovanni Scolarival (művészet) az I tre porcellini (1936–1937) és Topolino (1937–1946) címmel.
1935-ben megismerkedett Vittorio De Sicával, akivel olyan partneri együttműködésbe kezdett, amely mintegy húsz filmet eredményezett, köztük az olasz neorealizmus olyan remekműveit, mint a Fiúk a rács mögött (1946), a Biciklitolvajok (1948), a Miracolo a Milano (1951) és az Umberto D. (1952).
1952-ben Zavattini interjút adott a The Italian Film Magazine 2.-nek, amelyet angolul "Some Ideas on the Cinema" címmel adtak ki újra. Az általa felvázolt tizenhárom pontot széles körben az olasz neorealizmussal kapcsolatos kiáltványának tekintik.
Egyetlen hollywoodi munkájában Zavattini megírta a The Children of Sanchez (Sanchez gyermekei, 1978) forgatókönyvét Oscar Lewis azonos című könyve alapján, amely klasszikus tanulmány egy mexikói családról. 1979-ben a 11. Moszkvai Nemzetközi Filmfesztiválon a filmművészethez való hozzájárulásáért kitüntető díjat kapott. 1983-ban a 13. Moszkvai Nemzetközi Filmfesztivál zsűrijének tagja volt.
Zavattini 1989. október 13-án halt meg Rómában. Ateista volt.

## Rendezők, akikkel együttműködött
Zavattini több mint 80 filmjében az olasz és nemzetközi filmművészet számos ünnepelt rendezője mellett dolgozott, úgymint:
- Vittorio De Sica
- Michelangelo Antonioni
- Hall Bartlett
- Alessandro Blasetti
- Mauro Bolognini
- Mario Camerini
- René Clément
- Federico Fellini
- Pietro Germi
- Alberto Lattuada
- Mario Monicelli
- Elio Petri
- Dino Risi
- Roberto Rossellini
- Mario Soldati
- Paolo és Vittorio Taviani
- Luchino Visconti

## Emlékezete
A Nobel-díjas Gabriel García Márquez La Santa című novellájában egy szereplőt, a filmművészet tanárát Zavattiniról neveztek el.

## Válogatott filmográfia
- Milliót adok (1936)
- Az idő tánca (1936)
- Szent János, a lefejezett (1940)
- A bűnös nő (1941)
- Don Cesare di Bazan (1942)
- A postás előtt (1942)
- Úti kaland (4 passi fra le nuvole, 1942)
- A gyermekek figyelnek bennünket (1943)
- Piruetas Juveniles / Romanzo a passo di danza (1943)
- A mennyország kapuja (1945)
- Un giorno nella vita (1946)
- The Testimony (1946)
- Fiúk a rács mögött (1946)
- San Marino ismeretlen embere (1946)
- Krimihírek (1947)
- A nagy hajnal (1947)
- Sperduti nel buio (1947)
- Biciklitolvajok (1948)
- Húsz év (1949)
- Miracolo a Milano (Csoda Milánóban, 1951)
- Mamma Mia, micsoda benyomás! (1951)
- Umberto D. (A sorompók lezárulnak, 1952)
- Ali Baba és a negyven rabló (1954)
- L'oro di Napoli (Nápoly aranya, 1954)
- La Ciociara (Egy asszony meg a lánya, 1960)
- Altona foglyai, 1962)
- L'isola di Arturo (Arturo szigete, 1962)
- Tegnap, ma, holnap (1963)
- Un monde nouveau (1966)
- Szeszélyes olasz stílus (1968)
- I girasoli (Napraforgó, 1970)
- Il giardino dei Finzi-Contini (Finzi-Continiék kertje, 1970)
- Una breve vacanza (Rövid vakáció, 1973)
- Lo chiameremo Andrea (1975)

## Fordítás
- Ez a szócikk részben vagy egészben  a   Cesare Zavattini című angol Wikipédia-szócikk ezen változatának fordításán alapul.  Az eredeti cikk szerkesztőit annak laptörténete sorolja fel. Ez a jelzés csupán a megfogalmazás eredetét és a szerzői jogokat jelzi, nem szolgál a cikkben szereplő információk forrásmegjelöléseként.

## Bibliográfia
- Mino Argentieri: Neorealismo ecc. / Cesare Zavattini, Bompiani, Milánó, 1979
- Guglielmo Moneti: Lessico zavattiniano : parole e idee su cinema e dintorni, Marsilio, Velence, 1992
- Félix Monguilot Benzal: Piruetas juveniles: génesis, desarrollo y fortuna de la película olvidada de Cesare Zavattini en España, Actas del XIII Congreso de la AEHC, Vía Láctea Editorial, Perillo, 2011, 381–390.
- Cesare Zavattini: Parliamo tanto di me, Bompiani, Milánó, 1977
- Cesare Zavattini: „Néhány ötlet a moziról”, Sight and Sound 23:2 (1953. október–december), 64–9. A La rivista del cinema italiano 2.-ben (1952. december) megjelent interjúból szerkesztve.